# Đài phun nước Wimmer
Đài phun nước Wimmer (tiếng Séc: Wimmerova kašna) là một đài phun nước mang phong cách cổ điển có từ thế kỷ 18, tọa lạc ở Phố cổ Praha, Cộng hòa Séc. Nhà điêu khắc František Xaver Lederer (1757 - 1811) đã tạo ra đài phun nước này dựa theo yêu cầu của doanh nhân người Séc Jakub Wimmer.

## Vị trí

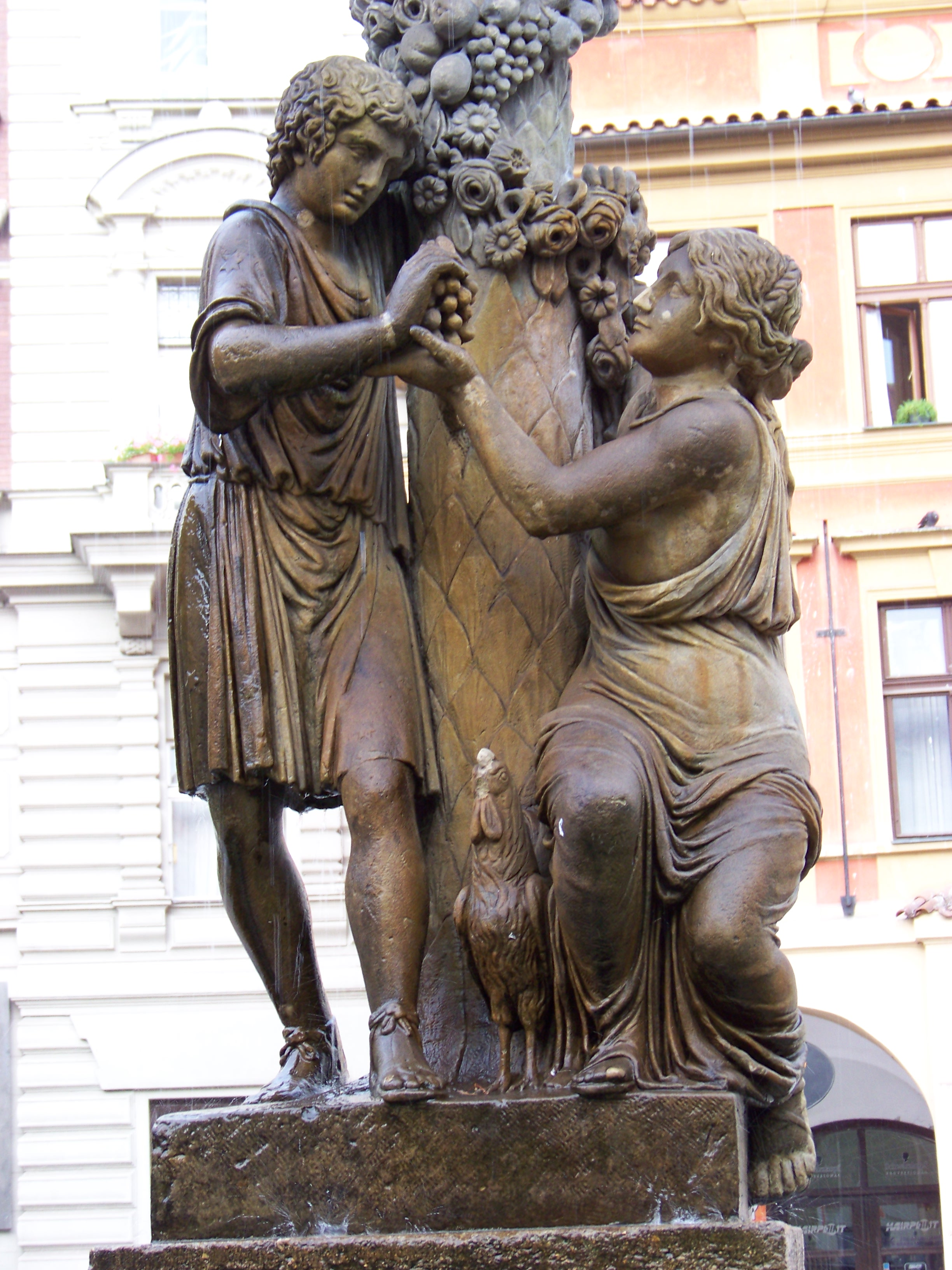
Hình ảnh đôi tình nhân (2013)

Đài phun nước Wimmer nhiều lần được di dời đến các địa danh của Praha trong nhiều giai đoạn, bao gồm:
- 1797 - 1882: Ban đầu, công trình này được đặt ngay trước mặt cung điện Wimmer ở phố Národní.[2] Sau đó, vì để thuận tiện cho giao thông, đài phun nước được di dời đến quảng trường Jungmann (cách chỗ cũ vài mét),[3] rồi tiếp tục được dời đến quảng trường Bethlehem.
- 1882 - 1951: Đài phun nước được chuyển đến công viên ở phía trước nhà ga chính Praha.
- 1951 - hiện nay: Công trình này tọa lạc ở quảng trường Chợ Than.[2]

## Mô tả
Đài phun nước Wimmer nổi bật với hình ảnh một đôi tình nhân (chàng trai đang đưa một chùm nho cho cô gái), một chú gà trống (đứng ở giữa đôi tình nhân) và một con thiên nga (đứng trên tán lá của một thân cây cọ). Nước được phun ra từ chiếc mỏ của thiên nga và rồi chảy dọc theo lá cọ xuống thân cây.